# Nephodia cissoessa
Nephodia cissoessa là một loài bướm đêm trong họ Geometridae.